# Folk jazz

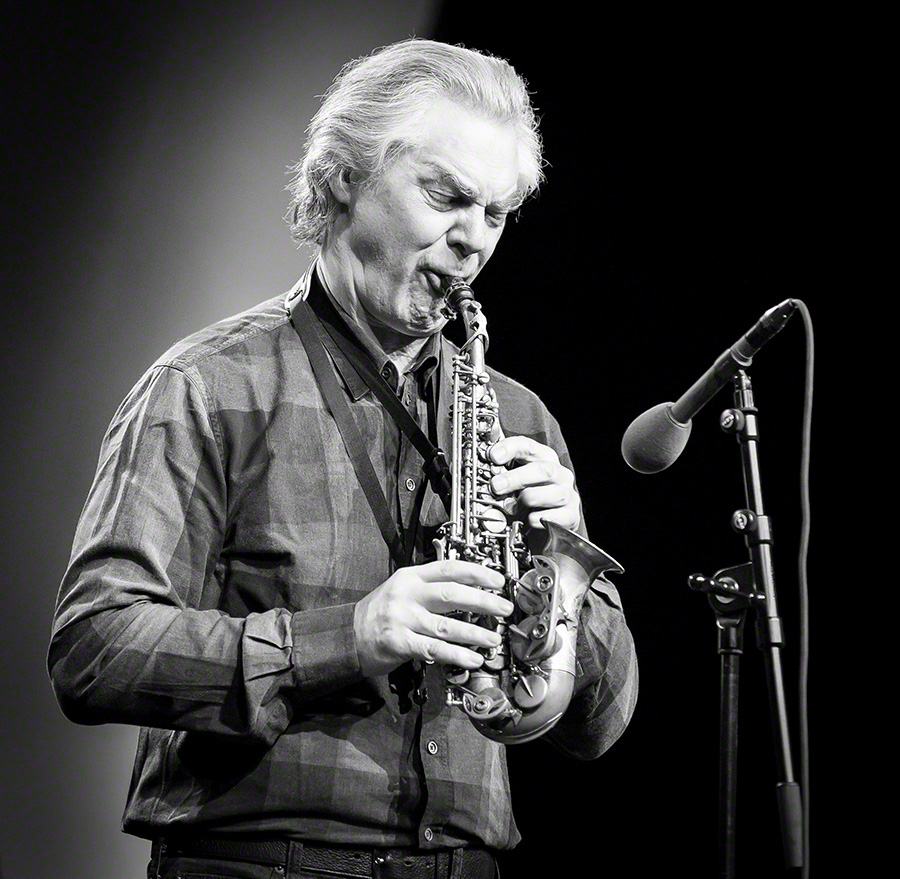
Jan Garbarek nel 2016

Folk jazz (raramente fo-jazz) è un termine utilizzato per indicare varie forme di influenza reciproca tra la musica jazz e folk, diffuse sia negli Stati Uniti che in Europa.

## Descrizione

### Stati Uniti d'America
Il termine folk jazz è stato adottato per definire opere musicali e artisti anche molto diversi tra loro, talvolta provenienti da contesti geografici diversi. Sono stati conferiti almeno due significati per quanto riguarda il contesto statunitense. Il primo viene rivendicato da Ashawnta Jackson, secondo la quale sarebbe un sottogenere a cui dedica un intero libro e a cui dà i nomi di soul-folk, black-folk e folk-jazz, prodotto da afroamericani. Secondo Jackson, questa stilistica «fonde spiritual, jazz, poetry slam, rock, soul (...) è dedicato a problemi attuali e concilia coscienza politica ai suoni della musica nera tra le varie epoche.»
Il secondo significato di folk jazz è offerto da AllMusic, che lo considera un genere nato negli Stati Uniti negli anni cinquanta; lo stile troverebbe delle correlazioni con la world music e, negli anni sessanta, avrebbe gettato le basi della new age proliferata il decennio seguente. Il jazz etnico proto-new age trova spazio nelle uscite firmate da Paul Winter così come in quelle del suo progetto Paul Winter Consort. Il termine folk jazz indica anche artisti non ascrivibili alla musica d'atmosfera come, ad esempio, Pat Metheny, gli Oregon, John Fahey, Jimmy Giuffre, e Tony Scott. Fra gli artisti che hanno conciliato il jazz e il folk in qualche occasione vi sono Bob Dylan, la cui Rainy Day Women#12 & 35 combina il tipico sound della tradizione americana a un ritmo jazz, Van Morrison, che creò una commistione di folk, jazz, blues, soul e musica classica su Astral Weeks, e Tim Buckley, che cita Miles Davis in Happy Sad.

### Europa
Anche grazie al successo dell'etichetta tedesca ECM, inaugurata nel 1969 da Manfred Eicher, si affermò in Scandinavia un progressive jazz pastorale che fa da ponte tra la tradizione americana e il folklore nordeuropeo. Secondo David Ake: 
 Lo stile trovò modo di ispirare numerosi artisti come Jan Johansson, Jan Garbarek, Beate S. Lech e Sidsel Endresen.